# William Skelhorn
 (février 2018).
Si vous disposez d'ouvrages ou d'articles de référence ou si vous connaissez des sites web de qualité traitant du thème abordé ici, merci de compléter l'article en donnant les références utiles à sa vérifiabilité et en les liant à la section « Notes et références ».
William Skelhorn est un maréchal-ferrant ayant exercé au XVe siècle dans les environs de Mucklestone, dans le Staffordshire en Angleterre.
Une légende veut que la reine d'Angleterre Marguerite d'Anjou ait assisté le 23 septembre 1459 à la bataille de Blore Heath du haut de la flèche d'une église des environs de Mucklestone, avant de s'enfuir en constatant la défaite de la Maison de Lancastre. Il est dit qu'elle a ordonné à William Skelhorn de ferrer son cheval à l'envers afin de dissimuler sa fuite. L'enclume de Skelhorn est exposée dans le jardin de l'église de Mucklestone en commémoration de cet évènement.